# Geranomyia caloptera
Geranomyia caloptera är en tvåvingeart som beskrevs av Josef Mik 1867. Geranomyia caloptera ingår i släktet Geranomyia och familjen småharkrankar. Inga underarter finns listade i Catalogue of Life.